# Antibiòtics en ramaderia
Els antibiòtics en ramaderia s'utilitzen a l'explotació ramadera amb objectius terapèutics per combatre infeccions bacterianes. La seva administració per prevenir malalties es recomana només en situacions molt excepcionals. A Europa, el seu ús com a agents promotors del creixement està totalment prohibit des del 2006. Però el seu ús pot estar vigent en diferents regions del món on encara es poden afegir a la dieta d'animals sans.

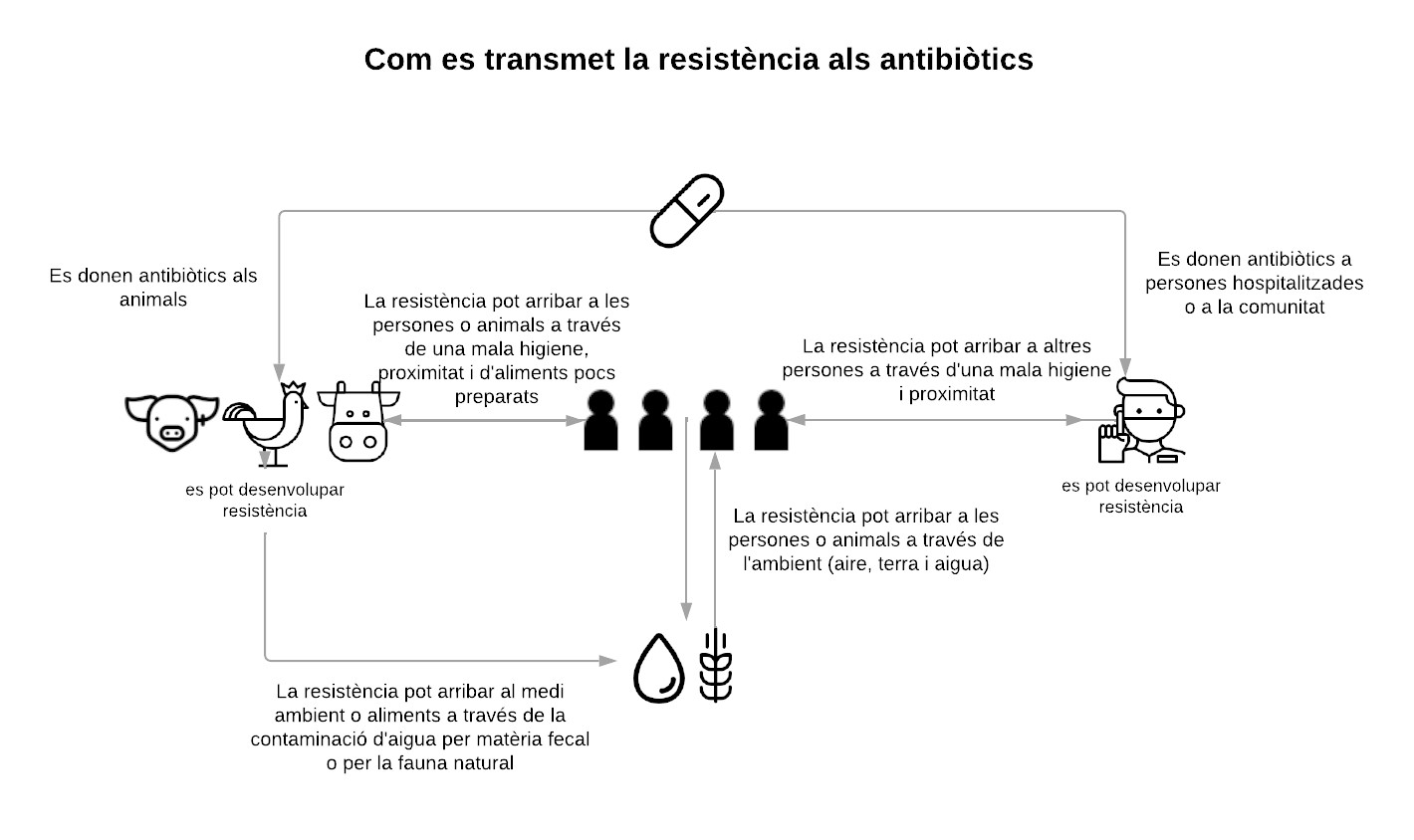
Exemples de vies de disseminació de bacteris resistents

En ramaderia el seu ús cada cop és més selectiu a causa de la possible resistència antimicrobiana i la seva transmissió als humans, entre d'altres, per via alimentària. Està demostrat que hi ha una associació entre aquests, però és difícil determinar quina proporció de la resistència observada a les infeccions humanes té l'origen en l'ús d'antibiòtics en ramaderia. Per altra banda, les actuacions destinades a lluitar contra elles segueixen les directrius que marquen la Unió Europea (UE) i l'Agència Espanyola de Medicaments i Productes Sanitaris (AEMPS), les quals es basen en els pilars: vigilància de l'ús d'antibiòtics i bacteris resistents, promoció de l'ús prudent a través d'activitats formatives per al sector i l'elaboració de guies d'ús prudent, i prevenció de les infeccions.
De la mateixa manera, és fonamental tractar la salut animal des de la visió One Health, concepte mundial que té com a objectiu assegurar una perspectiva integral quan es tracta de respondre a les amenaces per a la salut dels animals, els humans, les plantes i el seu entorn.

## Història

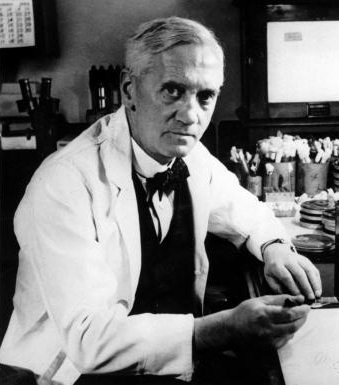
Alexander Fleming

Des que Fleming va descobrir la penicil·lina l'any 1928, la llista d'antibiòtics ha augmentat constantment al llarg dels anys i ara n'existeixen en un volum important. Com a resultat, moltes malalties infeccioses que al llarg de la història van devastar la humanitat, com la tuberculosi i la sífilis, i la majoria de les malalties infeccioses diferents dels virus, ara es poden prevenir o tractar adequadament.

### Descobriment de la penicil·lina
El 1928  Alexander Fleming va descobrir el primer antibiòtic, anomenat penicil·lina. Ho va descobrir al laboratori després de cultivar un bacteri (Staphylococcus aureus) en un plat d'Agar, el qual va ser contaminat accidentalment amb fongs. Va observar que el medi de cultiu al voltant de la floridura estava lliure d'eubacteris. Per això va interpretar que a causa de l'aparició del fong, el bacteri no podia créixer. Per aquest motiu, va creure que devia ser per la segregació d'algun tipus de substància que inhibia el creixement del bacteri. Aquesta correcta interpretació va ser fruit d'un experiment previ sobre les propietats antibacterianes del lisozim. Tot i que no va poder purificar el material obtingut, va informar del descobriment en la literatura científica, en el qual va anomenar a l'antibiòtic com a penicil·lina, ja que el fong encarregat de la inhibició pertany al gènere Penicillium.

### Observacions empíriques anteriors
Tot i aquest descobriment, que va ser el que va obrir les portes al món dels antibiòtics, hi ha observacions empíriques científiques documentades anteriorment. Theodor Billroth va suggerir que Penicillium podia modificar els medis de cultiu i els feia inservibles per als bacteris. L'any 1877 Carl Garré parlava de la capacitat d'inhibició de creixement d'altres microorganismes que presentaven enfront d'altres agents. El 1899 es va introduir un producte antibiòtic en la pràctica clínica, la piocianasa, produïda per Pseudomonas aeruginosa. Tot i això aquest producte es va demostrar que presentava toxicitat per l'home.
Dos treballs importants desenvolupats a l'última part del segle XIX van ser publicats per Ernest Duchesne (1897) i Vincenzo Tiberio (1895), on es descriu la penicil·lina i fan observacions que arriben molt més enllà que Fleming, ja que ambdós van demostrar la capacitat de la penicil·lina per a curar infeccions experimentals en ratolins. Tot i aquest descobriment, els estudis no es van continuar i no van anar més en lluny.

### Generalització de l’ús dels antibiòtics
A partir de la Segona Guerra Mundial que es van invertir molts recursos a la seva investigació i purificació de la penicil·lina. A partir d'aquí l'ús dels antibiòtics es va generalitzar i en aquesta dècada es demostrà que baixes dosis d'antibiòtics augmenten l'índex de conversió en els animals d'abastament (3-4% en el cas del pollastre, 5-6% al porc i fins i 10% al boví). Com a resultat, augmenta l'ús d'antibiòtics en ramaderia com a promotors del creixement, especialment als anys seixanta a causa de l'esclat de la ramaderia intensiva.

### Regulació de l’ús d’antibiòtics en la ramaderia
El 1968, el Regne Unit va publicar l’informe Swann, que va recomanar limitar l’ús de factors de creixement en la ramaderia. Aquesta recomanació va marcar l’inici d’una tendència que es va mantenir durant les dècades dels setanta i vuitanta, amb l’establiment de les primeres mesures de control.
A Suècia, tots els antibiòtics promotors de creixement (APC) es van prohibir el 1986. Aquests es van classificar com a medicaments veterinaris que requereixen prescripció. El 1989, el Ministeri de Salut i Consum (MISACO) va implementar el Pla Nacional d’Investigació de Residus (PNIR). Aquest pla va permetre la investigació de residus químics, incloent-hi els antibiòtics, en els aliments. A la dècada dels noranta, es van establir les primeres normes restrictives. Es van posar límits als antibiòtics que promouen el creixement. A la Unió Europea, es va prohibir l’ús d’avoparcina (1997), bacitracina, espiramicina, tilosina i virginiamicina (1999), i la resta el 2006.

## Mecanisme d'acció
Els procediments pels quals els elements amb propietats antibacterianes limiten l’expansió o provoquen la mort dels bacteris són extremadament diversos, i depenen dels blancs afectats.
| Mecanisme d’acció                                            | Grups                                            |                                                  | Antimicrobians representatius                                             |
| Inhibició de la síntesi de la paret bacteriana               | β-lactàmics                                      | Penicil·lines                                    | Naturals: Penicil·lina G, Penicil·lina V                                  |
| Inhibició de la síntesi de la paret bacteriana               | β-lactàmics                                      | Penicil·lines                                    | Resistents a penicil·linases: Cloxacil·lina, Oxacilina, Meticil·lina      |
| Inhibició de la síntesi de la paret bacteriana               | β-lactàmics                                      | Penicil·lines                                    | Aminopenicilines: Ampicil·lina, Amoxicil·lina                             |
| Inhibició de la síntesi de la paret bacteriana               | β-lactàmics                                      | Penicil·lines                                    | Carboxipenicilines: Varbenicil·lina, Ticarcilina                          |
| Inhibició de la síntesi de la paret bacteriana               | β-lactàmics                                      | Penicil·lines                                    | Ureidopenicilines: Piperacilina, Meslocilina                              |
| Inhibició de la síntesi de la paret bacteriana               | β-lactàmics                                      | Cefalosporines                                   | 1a generació: Cefazolina, Cefalotina                                      |
| Inhibició de la síntesi de la paret bacteriana               | β-lactàmics                                      | Cefalosporines                                   | 2a generació: Cefuroxima, Cefoxitina, Caboteta                            |
| Inhibició de la síntesi de la paret bacteriana               | β-lactàmics                                      | Cefalosporines                                   | 3a generació: Cefotaxima, Ceftriaxona, Ceftazidima, Cefixima, Cefpodoxima |
| Inhibició de la síntesi de la paret bacteriana               | β-lactàmics                                      | Cefalosporines                                   | 4a generació: Cefepima, Cefpiroma                                         |
| Inhibició de la síntesi de la paret bacteriana               | β-lactàmics                                      | Cefalosporines                                   | Aztreonam                                                                 |
| Inhibició de la síntesi de la paret bacteriana               | β-lactàmics                                      | Cefalosporines                                   | Imipenem, Meropenem, Ertapenem, Doripenem                                 |
| Inhibició de la síntesi de la paret bacteriana               | Glucopèptids                                     | Glucopèptids                                     | Vancomicina, Teicoplanina                                                 |
| Inhibició de la síntesi de la paret bacteriana               | Bacitracina                                      | Bacitracina                                      | Bacitracina                                                               |
| Inhibició de la síntesi de la paret bacteriana               | Isoxazolidinones                                 | Isoxazolidinones                                 | Cicloserina                                                               |
| Inhibició de la síntesi de la paret bacteriana               | Fosfonopèptids                                   | Fosfonopèptids                                   | Fosfomicina                                                               |
| Alteració de la membrana citoplasmàtica                      | Polimixines                                      | Polimixines                                      | Polimixina B, Polimixina E (Colistina)                                    |
| Alteració de la membrana citoplasmàtica                      | Lipopèptids                                      | Lipopèptids                                      | Daptomicina                                                               |
| Alteració de la membrana citoplasmàtica                      | Ionòfors                                         | Ionòfors                                         | Tirocidines                                                               |
| Alteració de la membrana citoplasmàtica                      | Formadors pors                                   | Formadors pors                                   | Gramicidines                                                              |
| Inhibició de la síntesi proteica                             | Àcid fusídic                                     | Àcid fusídic                                     | Àcid fusídic                                                              |
| Inhibició de la síntesi proteica                             | Aminoglucòsids                                   | Aminoglucòsids                                   | Gentamicina, Tobramicina, Amicacina, Netilmicina                          |
| Inhibició de la síntesi proteica                             | Anfenicols                                       | Anfenicols                                       | Cloranfenicol, Tiamfenicol                                                |
| Inhibició de la síntesi proteica                             | Estreptogramines                                 | Estreptogramines                                 | Quinupristina-Delfopristina                                               |
| Inhibició de la síntesi proteica                             | Lincosamides                                     | Lincosamides                                     | Clindamicina, Lincomicina                                                 |
| Inhibició de la síntesi proteica                             | Macròlids                                        | Macròlids                                        | 14 àtoms de carboni: Eritromicina, Claritromicina, Oxitromicina           |
| Inhibició de la síntesi proteica                             | Macròlids                                        | Macròlids                                        | 15 àtoms de carboni: Azitromicina (Azàlids)                               |
| Inhibició de la síntesi proteica                             | Macròlids                                        | Macròlids                                        | 16 àtoms de carboni: Espiramicina, Josamicina, Midecamicina               |
| Inhibició de la síntesi proteica                             | Macròlids                                        | Macròlids                                        | Cetòlids: Telitromicina                                                   |
| Inhibició de la síntesi proteica                             | Mupirocina                                       | Mupirocina                                       | Mupirocina                                                                |
| Inhibició de la síntesi proteica                             | Oxazolidinones                                   | Oxazolidinones                                   | Linezòlid                                                                 |
| Inhibició de la síntesi proteica                             | Tetraciclines                                    | Tetraciclines                                    | Tetraciclina, Doxiciclina, Minociclina                                    |
| Inhibició de la síntesi proteica                             | Glicilciclines                                   | Glicilciclines                                   | Tigeciclina                                                               |
| Alteració del metabolisme o l’estructura dels àcids nucleics | Quinolones                                       | Quinolones                                       | 1a generació: Àcid nalidíxic, Àcid pipemídic                              |
| Alteració del metabolisme o l’estructura dels àcids nucleics | Quinolones                                       | Quinolones                                       | 2a generació: Norfloxacino                                                |
| Alteració del metabolisme o l’estructura dels àcids nucleics | Quinolones                                       | Quinolones                                       | 3a generació: Ciproflozacino, Levofloxacino                               |
| Alteració del metabolisme o l’estructura dels àcids nucleics | Quinolones                                       | Quinolones                                       | 4a generació: Moxifloxacino, Gemifloxacino                                |
| Alteració del metabolisme o l’estructura dels àcids nucleics | Rifamicines                                      | Rifamicines                                      | Rifampicina                                                               |
| Alteració del metabolisme o l’estructura dels àcids nucleics | Nitroimidazols                                   | Nitroimidazols                                   | Metronidazol, Ornidazol, Tinidazol                                        |
| Alteració del metabolisme o l’estructura dels àcids nucleics | Nitrofurans                                      | Nitrofurans                                      | Nitrofurantoína, Furazolidona                                             |
| Bloqueig de la síntesi de factors metabòlics                 | Sulfonamides, Diaminopirimidines                 | Trimetoprima / sulfametoxazol                    | Cotrimoxacol                                                              |
| Inhibidors de β-lactamases                                   | Àcid clavulànic, àcid sulbactam, àcid tazobactam | Àcid clavulànic, àcid sulbactam, àcid tazobactam | Àcid clavulànic, àcid sulbactam, àcid tazobactam                          |

Mecanisme d'actuació dels antibiòtics

Els antimicrobians que inhibeixen la síntesi de la paret bacteriana eviten la formació de la paret cel·lular, la qual protegeix i manté la forma del bacteri, alhora que suporta la seva gran pressió osmòtica interna (més gran en els bacteris grampositius). En general, són poc tòxics per actuar selectivament en una estructura que no és present a les cèl·lules humanes. Per una altra banda, els antimicrobians més importants que bloquegen mecanismes de resistència són els inhibidors de β-lactamases de serina (àcid clavulànic, àcid sulbactam i àcid tazobactam). Habitualment no tenen acció antibacteriana intrínseca de veritable importància clínica, però s'uneixen irreversiblement a algunes β-lactamases, protegint de la seva acció els antibiòtics β-lactàmics. En el cas dels antimicrobians actius a la membrana citoplasmàtica, es comporten com a bactericides, fins i tot en bacteris en repòs, i poden tenir alta toxicitat sobre les cèl·lules humanes. Les substàncies que modifiquen aquesta estructura canvien la permeabilitat i causen la sortida d’ions potassi (elements fonamentals per a la vida bacteriana) o l’entrada d'altres que a altes concentracions modifiquen el metabolisme bacterià habitual.
També existeixen antimicrobians que inhibeixen la síntesi proteica, on la gran majoria tenen activitat bacteriostàtica (els aminoglucòsids es comporten com a bactericides). En general, els antibiòtics que actuen en el metabolisme o l'estructura dels àcids nucleics no són particularment selectius en la seva actuació i comporten una certa toxicitat per a les cèl·lules eucariotes. La majoria són bactericides ràpids i normalment independents de l’inòcul o de la fase de creixement bacterià. Pel que fa als antimicrobians amb bloqueig de la síntesi de factors metabòlics, actuen inhibint la síntesi de folats (la necessiten per a formar certs components essencials com els aminoàcids o les bases púriques i pirimidíniques dels nucleòtids).

## Mecanismes de resistència als antibiòtics
En total hi ha tres mecanismes bàsics de resistència dels bacteris a un antibiòtic. Aquests poden ser per modificació de la diana, per modificació, alteració o desactivació de l'antibiòtic, o per disminució de la permeabilitat o per augment de l'expulsió.

##### Per modificació de la diana
Es produeix quan hi ha un canvi en la diana, o les dianes, sobre les quals actuen aquests antibiòtics. Els compostos actuen en la síntesi de les Penicillin Binding Proteins (PBP). Aquest tipus de resistència es troba sovint en bacteris grampositius i es pot manifestar de diverses maneres.
En aquest grup hi són els antibiòtics β-lactàmics, els glicopèptids , els macròlids i lincosamines, les fluoroquinolones i els trimetoprim/silfametoxazole.

#### Per modificació, alteració o desactivació de l'antibiòtic
Les beta-lactamases són la causa única més comuna de resistència bacteriana als antibiòtics β-lactàmics. També hi pertanyen a aquest grup els antibiòtics aminoglicòsids i el cloramfenicol.

#### Per disminució de la permeabilitat o per augment de l'expulsió
Diversos antibiòtics accedeixen a l'espai periplasmàtic dels bacteris a través de proteïnes o purines específiques, que estan presents a la superfície dels bacteris gramnegatius. La reducció o absència d'aquestes proteïnes o purines comporta un menor efecte del fàrmac. Aquest sistema de resistència el poden presentar altres antibiòtics: tetraciclines, fluoroquinolones o fins i tot β-lactàmics.

## Antibiòtics habituals
Segons l'últim informe de l'Autoritat Europea de Seguretat Alimentària (EFSA), l'Agència Europea de Medicaments (EMA) i el Centre Europeu per a la Prevenció i el Control de les Malalties (ECDC), l'ús dels antibiòtics ha disminuït i actualment és menor en els animals productors d'aliments que en humans. A Espanya s'ha observat un descens en l'ús total d'antibiòtics en ramaderia del 14% entre el 2014 i el 2016.
Les polimixines, grup d'antibiòtics que inclou la colistina, gairebé es va reduir a la meitat entre el 2016 i el 2018 en els animals productors d'aliments. Tot i això, no es pot generalitzar l'ús d'antibiòtics a la Unió Europea (UE), ja que varia significativament en funció del país i del tipus d'antibiòtics. Per exemple, les aminopenicil·lines, les cefalosporines de tercera i quarta generació, i les quinolones (fluoroquinolones i altres quinolones) s'usen més en humans que en animals destinats a la producció d'aliments, mentre que les polimixines (colistina) i les tetraciclines s'usen més en animals productors d'aliments que en humans.

## Alternatives a l'ús dels antibiòtics

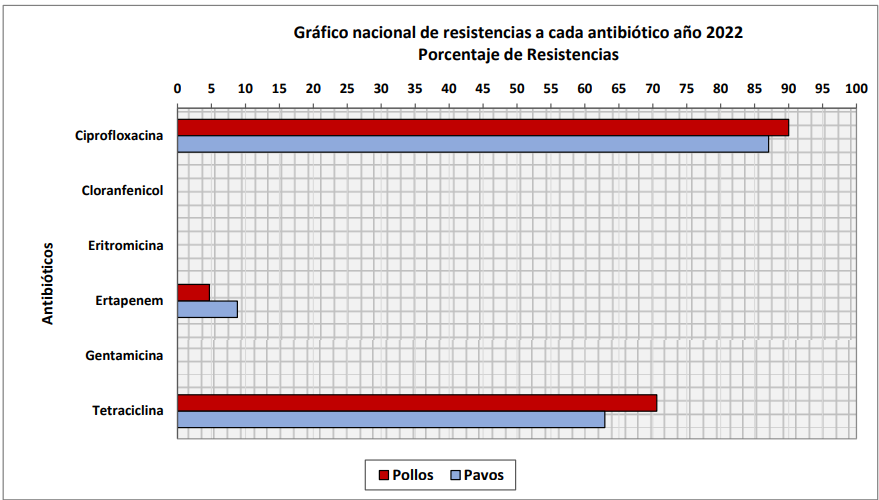
Resistència enfront dels diferents antimicrobians analitzats en C.jejuni en pollastres i galls d'indi d'engreixament segons l'informe del Ministeri d'Agricultura, Pesca i Alimentació d'Espanya (MAPA) el 2022

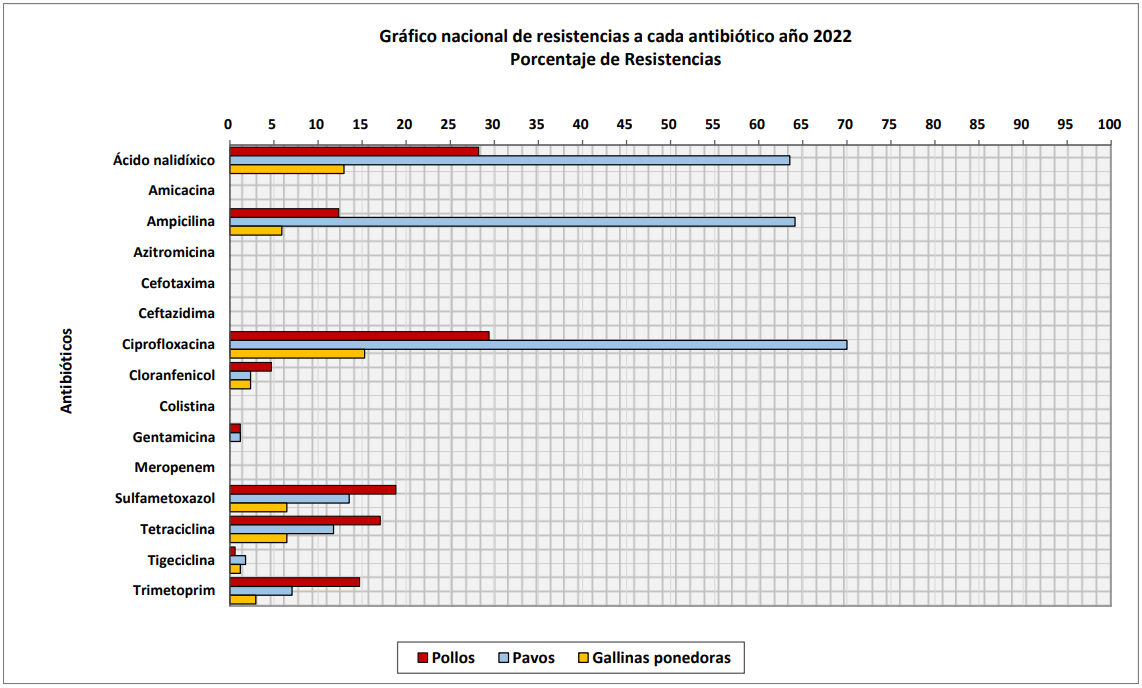
Resistència enfront dels diferents antimicrobians analitzats en Salmonella spp. en pollastres, galls d'indis d'engreixament i gallines ponedores segons l'informe del Ministeri d'Agricultura, Pesca i Alimentació d'Espanya (MAPA) el 2022

Segons l'informe de resultats del 2022 del Ministeri d'Agricultura, Pesca i Alimentació d'Espanya (MAPA), les resistències dels animals ramaders són cada cop més visibles.

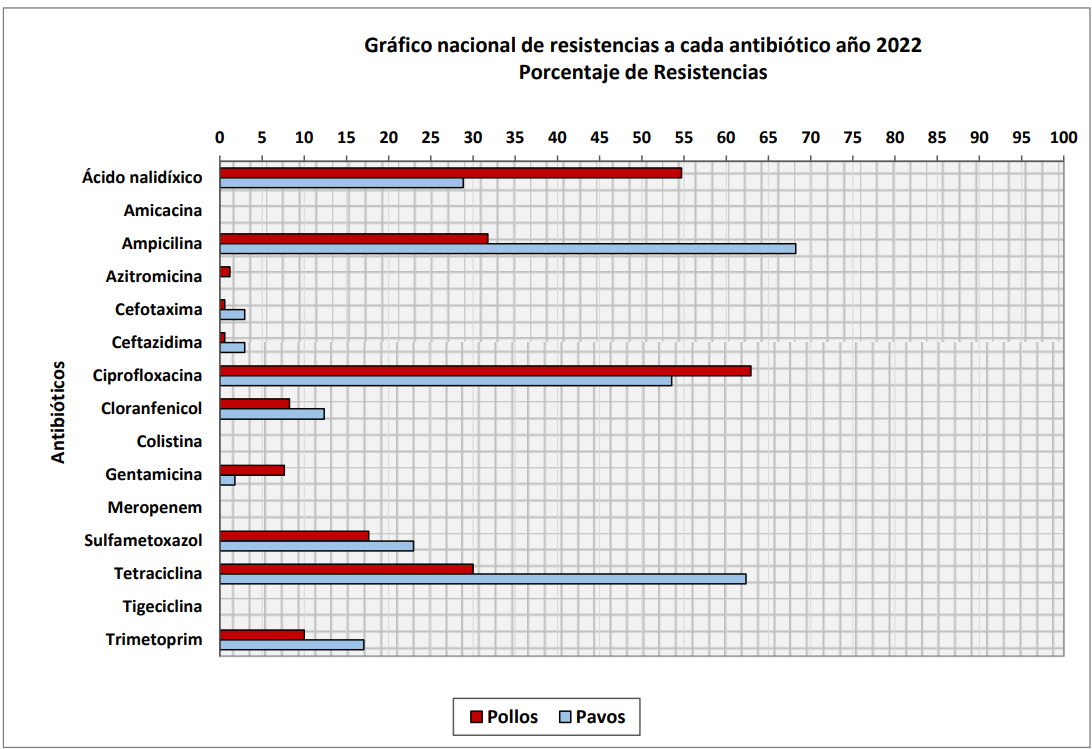
Resistència enfront dels diferents antimicrobians analitzats en E.coli indicadors en pollastres i galls d'indi d'engreixament segons l'informe del Ministeri d'Agricultura, Pesca i Alimentació d'Espanya (MAPA) el 2022

L’ús dels antimicrobians en producció animal comporta una sèrie de riscos per al consumidor, riscos que poden derivar-se de la presència de quantitats més o menys grans de principis actius o de la selecció de soques bacterianes, algunes amb potencial zoonòtic, que poden portar mecanismes de resistència antibacteriana. Coneixedors d’aquests riscos, des de fa temps els organismes responsables de les regulacions per al registre, la producció i l’eficàcia dels principis actius han estat reduint el nivell de risc i han introduït els estudis necessaris per a l’avaluació dels perills.  

### Olis essencials
S'ha demostrat que els olis essencials juguen un paper crucial en l’activitat antimicrobiana. Entre tots els olis essencials, els que s'han descrit amb una major activitat antimicrobiana són: clavell, canyella, mostassa, orenga, romaní i farigola.
És molt probable que la seva activitat antimicrobiana sigui atribuïble a l’acció combinada de diversos mecanismes. El seu mode d'actuació es basa a introduir-se a través dels lípids de la membrana cel·lular i mitocondrial del patogen, alterant l’estructura i fent-los més permeables. Com a conseqüència, es produeix una fuga d’ions i d'altres continguts de la cèl·lula, que pot portar a la mort cel·lular.      
| Nom científic       | Nom comú  | Part           | Components                           |
| Cinnamomum verum    | Canyella  | Fulles         | Àcid cinàmic i trans-cinamaldehid    |
| Origanum vulgare    | Orenga    | Fulles         | Carvacrol, Timol, γ-terpinè i β-cimè |
| Syzygium aromaticum | Clavell   | Fulles Escorça | Eugenol                              |
| Thymus vulgaris     | Farigola  | Fulla / Flor   | Carvacrol, Timol, γ-terpinè i β-cimè |
| Eucalyptus globulus | Eucalipte | Fulla          | Cineol                               |

### Simbiòtics
Els simbiòtics són additius que combinen l'ús de probiòtics i prebiòtics de forma que actuen de manera sinèrgica. L'ús d'aquests es basa en el concepte que una barreja de probiòtics i prebiòtics afecta positivament l'hoste, millorant la supervivència i la implantació d'organismes probiòtics alhora que promou selectivament el creixement i/o el metabolisme de bacteris beneficiosos al tracte intestinal.
Els prebiòtics són macromolècules derivades de les plantes o sintetitzades per microorganismes. S'han considerat com a prebiòtics una varietat de polisacàrids no midons (NSP) o oligosacàrids.
Els microorganismes que constitueixen els probiòtics són principalment bacteris capaços de produir àcid làctic, que són els més coneguts, però també s'hi inclouen bacteris no làctics, llevats (Saccharomyces spp és un dels més utilitzats) i fongs.
| Microorganismes                              | Gènere                                  | Espècies |
| Bacteris làctics no esporulats (grampositiu) | Lactobacils (Lactobacillus)             | L.acidophilus, L.plantarum, L.casei, L.rhamnosum, L.GG, L.delbrueckii bulgaricus, L.reuteri, L.fermentum, L.brevis, L.lactis, L.cellobiosus |
| Bacteris làctics no esporulats (grampositiu) | Bífidobacteris (Bifidobacterium)        | B.bifidum, B.longum, B.thermophilus, B.infantis, B.adolescents, B.animalis                                                                  |
| Bacteris làctics no esporulats (grampositiu) | Estreptococs (Streptococcus)            | S.thermophilus, S.lactis, S.cremoris, S.salivarius, S.intermedius, S.leuconostoc                                                            |
| Bacteris làctics no esporulats (grampositiu) | Enterococs (Enterococcus)               | E.faecali, E.faecium |
| Bacteris làctics no esporulats (grampositiu) | Lactococs (Lactococcus)                 | L.lactis |
| Bacteris làctics no esporulats (grampositiu) | Pediococs (Pediococcus)                 | P.acidilactici |
| Bacteris làctics no esporulats (grampositiu) | Leuconstoc (Leuconostoc)                | L.mesenteroides |
| Bacteris làctics esporulats (grampositiu)    | Sporolactobacils (Sporolactobacillus)   | S.inulinus |
| Bacteris no làctics esporulats               | Bacils (Bacillus)                       | B.subtilis, B.coagulans, B.clausii, B.cereus (var.toyoi), B.licheniformis                                                                   |
| Bacteris no làctics esporulats               | Bacteris propiònics (Propionibacterium) | P.freudenreichii |
| Llevats                                      | Sacaromicets (Saccharomyces)            | S.cerevisiae , S.Boulardii |
| Fongs                                        | Aspergils (Aspergillus)                 | Aspergils (Aspergillus) |

### Enzims
Els enzims tenen interès per catalitzar les reaccions degradatives que ocorren durant la digestió tant dels components de la paret cel·lular (cel·lulases, xilanases, pectinases…), com del seu contingut (amilases, proteases…). Els enzims exògens han estat àmpliament usats en els monogàstrics, a fi d’eliminar els factors antinutritius dels aliments, augmentar la digestibilitat dels nutrients i complementar l’activitat dels enzims endògens principalment en aus.
Els més utilitzats deriven fonamentalment d’un nombre limitat de bacteris, llevats i fongs, alguns dels quals són també utilitzats com a probiòtics:
- Bacteris: Lactobacillus acidophilus, Lactiplantibacillus plantarum, Bacillus subtilis i Streptococcus faecium
- Llevats: Saccharomyces cerevisiae
- Fongs: Aspergillus oryzae i Trichoderma reesei. Altres espècies de fongs, incloent-hi Humicola insolens i Thermomyces amiginosus, estan sent comercialitzades però en una menor mesura.

El nivell òptim d'addició d'enzims depèn del substrat. D'altra banda, l'eficàcia dels enzims exògens es maximitza quan s'apliquen solucions enzimàtiques aquoses al pinso sec. El complex es produeix ràpidament (en hores) i un cop estabilitzat al pinso, l'enzim es manté estable i efectiu durant setmanes. Com que els pinsos i els grans processats s'emmagatzemen abans de ser subministrats als animals, això ofereix oportunitats ideals per a l'ús de productes enzimàtics.

### Àcids orgànics

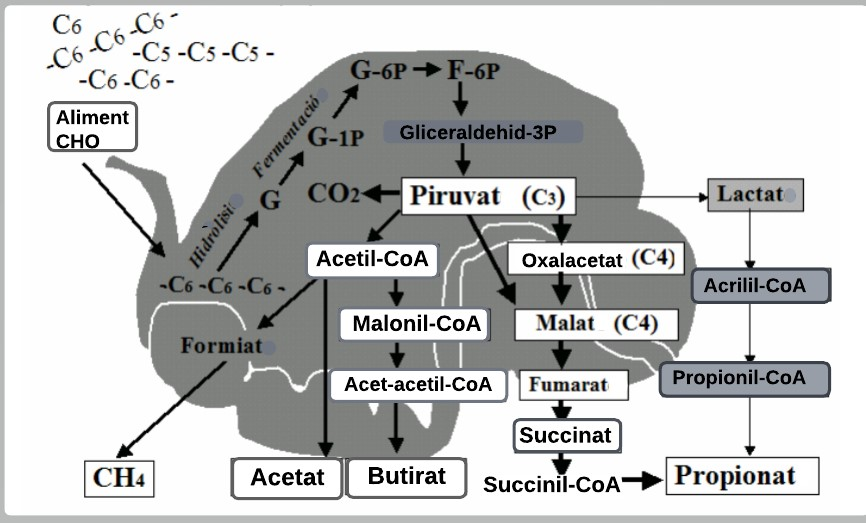
Esquema de la formació i metabolisme dels àcids grassos volàtils en el rumen dels remugants

Els àcids orgànics s'utilitzen sovint com a additius alimentaris per als animals monogàstrics, però el seu ús en remugants continua sent limitat. Quan s'usen com a additius, els àcids orgànics es poden aplicar directament, però la seva manipulació és problemàtica perquè són líquids corrosius; per tant, se més convenient utilitzar sal, que és sòlida i més fàcil de manejar.
No s'entén del tot el mode d'acció dels àcids orgànics, però en el cas dels animals monogàstrics s'ha observat que indueixen canvis en la microbiota gastrointestinal. En els remugants, els àcids orgànics (o les seves sals) actuen a nivell del rumen quan s'administren amb els aliments.

## Marc legislatiu
En la dècada dels noranta diferents països van prendre mesures contra l'ús abusiu d'antibiòtics en ramaderia. En concret la Unió Europea (UE) va prohibir l'ús d'avoparcina en el context de la Crisi de les Vaques Boges. Namíbia ja havia prohibit l'ús d'antibiòtics per estimular el creixement i l'engreix dels animals des de 1991. Els Estats Units i la Xina, dos dels líders mundials en producció ramadera, encara no han implementat protocols per regular i supervisar l'ús adequat d'aquests fàrmacs. En 2016, a l'Assemblea General de les Nacions Unides (ONU), els caps d'estat es van comprometre a desenvolupar una estratègia coordinada per abordar directament la resistència als antimicrobians. Com a resultat, 118 països han compartit dades sobre l'ús d'antibiòtics en animals, segons l'Organització de les Nacions Unides per a l'Alimentació i l'Agricultura (Food and Agriculture Organisation of the United Nations, FAO).

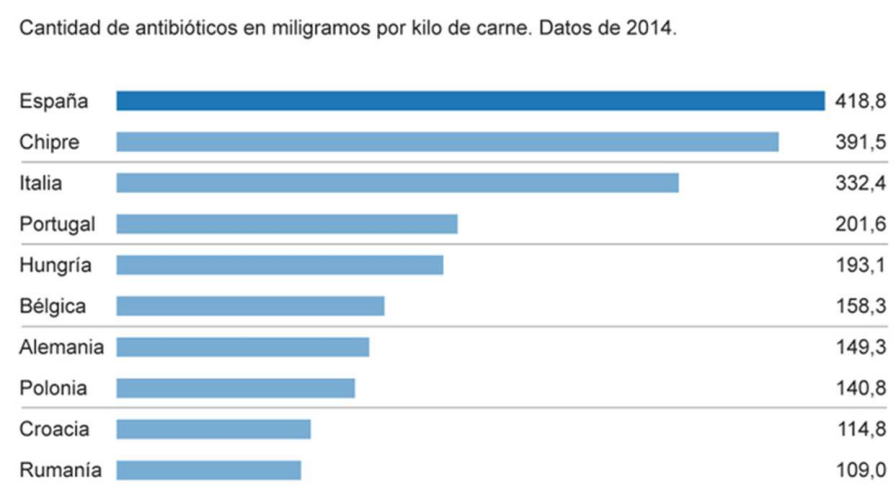
Països que fan servir més antibiòtics en animals segons la vigilància europea del consum d'antimicrobians veterinaris (ESVAC)

L'any 2017, l'Organització Mundial de la Salut (OMS) va publicar la seva primera llista de microorganismes amb resistència als antibiòtics, que inclou 12 famílies de bacteris perilloses per a la salut humana. Aquesta llista es va crear amb l'objectiu d'orientar i promoure la investigació i el desenvolupament de nous antibiòtics, com a part de la seva missió de lluitar contra el creixent problema global de la resistència.

### Normativa europea
El 2009, Països Baixos va establir l'objectiu de reduir l'ús d'antibiòtics en animals de granja en un 50% el 2013 i un 70% el 2015. Això va portar una lleugera disminució en l'índex de resistència del 2014 en comparació al del 2009.
Per una altra banda, el Reglament 2377/90 estableix els límits de residus alimentaris. El problema de la resistència als antibiòtics és tan gran que va portar a l'Assemblea General de les Nacions Unides (ONU) a reunir-se per tractar-la des d'un enfocament adaptat perfectament al propòsit del One Health.
El 28 de gener de 2022, la Unió Europea (UE) va promulgar una nova llei que prohibeix l'ús rutinari d'antibiòtics en animals de granja. Aquesta mesura es considera la més avançada del món en aquesta àrea.
A l'article 107 del Reglament (UE) 2019/6 sobre medicaments veterinaris, està prohibit l'ús d'antibiòtics en animals de granja; els antibiòtics només es poden utilitzar en casos especials i fins i tot només per a un animal. La llei també prohibeix l'ús sistemàtic d'antibiòtics per compensar el mal benestar animal. A més, el veterinari ha de recomanar i aprovar l'ús d'antibiòtics en situacions on hi hagi un alt risc d'infecció.

### Normativa catalana
A Catalunya, les lleis espanyoles i europees regulen l'ús d'antibiòtics en la producció ramadera. Per tant, es segueix el RD 992/2022 del 29 de novembre. L'any 2020, la Comissió Europea (CE), en el marc del Pacte Verd Europeu, va publicar la Comunicació sobre l'Estratègia de la granja a la forquilla per a un sistema alimentari, salut i medi ambient just, en la qual reclamava una reducció de la venda d'antibiòtics amb l'objectiu d'arribar al 50% el 2030. La venda d'antimicrobians a Espanya és superior a la mitjana europea, per la qual cosa cal mirar urgentment el seu ús a les explotacions ramaderes.
Pel que fa a les actuacions realitzades per les autoritats de protecció de la salut, van aparèixer les del Programa Nacional d'Identificació de Residus (PNIR) a Espanya i les del Pla del Sector Làctic (PSL) a Catalunya. En ambdós casos, es planteja el seguiment de la presència d'antibiòtics en els aliments i hi ha evidència que els casos positius han disminuït significativament respecte als anys anteriors.
A escala nacional, s'estan implementant programes de control de la resistència antimicrobiana per a bacteris zoonòtics i comensals, com a resultat de la publicació de la Directiva 2003/99/CE. La Decisió 652/2013/UE de la Comissió va reforçar aquestes àrees de vigilància. Pel que fa al pla de vigilància, a Espanya l'any 2016 es va arribar a un acord entre els responsables del Pla Nacional de Resistència als Antibiòtics en aviram i porcí per eliminar l'ús de colistina.  
La Directiva 2003/99/CE sobre la vigilància de zoonosi i agents zoonòtics és l'objectiu per al seguiment adequat de zoonosi, agents zoonòtics i malalties infeccioses relacionades, una àrea de vigilància reforçada per la publicació de la Decisió executiva 2020/1729 de la Comissió/UE, relacionada amb el seguiment i la notificació de la resistència als antimicrobians en bacteris zoonòtics i comensals i que deroga la Decisió executiva de la Comissió /652/UE de 2013.
Per una altra part, el Ministeri d'Agricultura, Pesca i Alimentació d'Espanya (MAPA) és responsable de planificar i implementar programes de vigilància preventiva de patògens zoonòtics i comensals. El programa s'organitza en col·laboració amb les comunitats autònomes, inclosa Catalunya.